# Arthur Langtry Bell
Arthur Langtry Bell (* 18. August 1874; † 7. August 1956) war ein britischer Bauingenieur und Pionier der Geotechnik.
Bell studierte an der Royal University of Ireland und an der Queen’s University of Belfast, wo er seinen Master-Abschluss machte. Danach arbeitete er für die Eisenbahngesellschaften Belfast and County Down Railway und Lancashire and Yorkshire Railway, bevor er 1901 Bauingenieur bei der britischen Admiralität wurde, wo er sowohl in Großbritannien als auch im Ausland in verschiedenen Häfen und Dockanlagen Dienst tat. 1934 ging er als Superintendent Civil Engineer in den Ruhestand, kehrte im Zweiten Weltkrieg noch einmal in den Dienst zurück, um sich 1946 endgültig zur Ruhe zu setzen.
Er ist vor allem als Pionier der Bodenmechanik, insbesondere für das Verhalten von Tonböden und der Untersuchung von deren Scherfestigkeit bekannt. Für seinen Aufsatz The lateral pressure and resistance of clay and supporting power of clay foundations (Minutes Proc. Inst. Civil Engineers, Band 199, 1915, S. 233–272) erhielt er die Telford Gold Medaille der ICE. Er behandelt darin den Erdruhedruck, die undrainierte Scherfestigkeit und die Tragfähigkeit von Tonböden und Schottersäulen in Tonböden. Dafür entwickelte er ein Rahmenschergerät, das erste dieser Art in Großbritannien. In Frankreich hatte zuvor schon Alexandre Collin solche Messungen unternommen (veröffentlicht 1846), das war aber in Vergessenheit geraten.
1904 wurde er assoziiertes und 1913 volles Mitglied (Fellow) der Institution of Civil Engineers (ICE).